# 생막시맹라생트봄

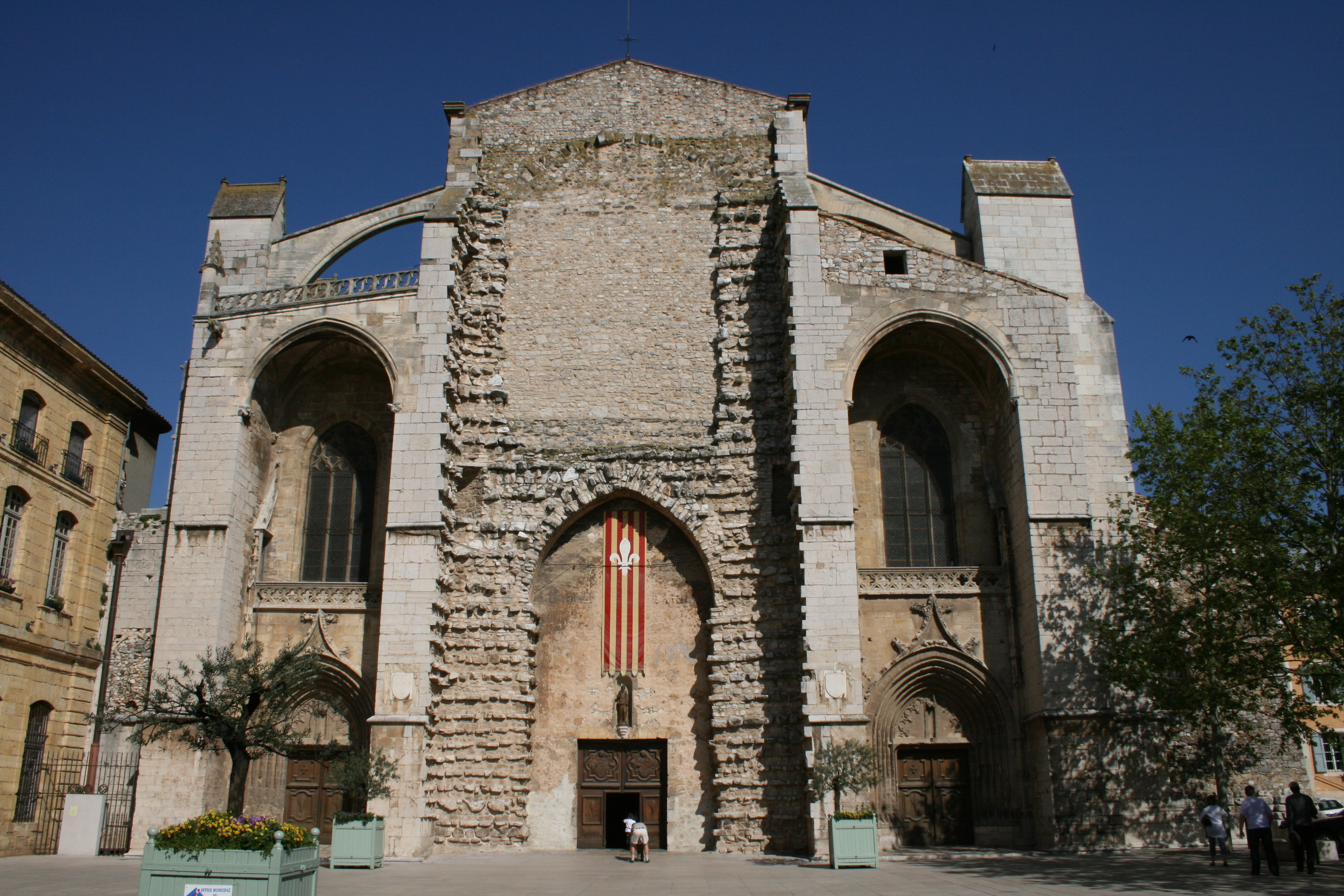

생막시맹라생트봄(프랑스어: Saint-Maximin-la-Sainte-Baume, 오크어: Sant Maissemin de la Santa Bauma, 프랑스어 발음: [sɛ̃ maksimɛ̃ la sɛ̃t bom])는 바르 주에 위치한 코뮌 중 하나이다. 40 km (25 mi)정도의 크기이다. 라생트봄의 산맥에서 시작된다. 마을의 바실리카는 마리아 막달레나를 기리고 있다.